# Museu Frida Kahlo
O Museu Frida Kahlo (em espanhol: Museo Frida Kahlo), também conhecido como Casa Azul (La Casa Azul) por conta da estrutura de paredes azul-cobalto, é um museu-casa histórico e museu de arte dedicado à vida e à obra da artista mexicana Frida Kahlo. Está localizado no bairro Colonia del Carmen de Coyoacán, na Cidade do México. O edifício marca o local de nascimento de Kahlo e é também a casa onde ela cresceu, viveu com seu marido Diego Rivera por vários anos e faleceu. Em 1958, a casa foi doada a fim de transformá-la em um museu em homenagem a Kahlo.
O museu contém uma coleção de obras de arte de Frida Kahlo, Diego Rivera e outros artistas, além de objetos de arte popular mexicana, artefatos pré-hispânicos, fotografias, objetos e itens pessoais. A coleção é exposta em todos os cômodos da casa, que permanece muito como era na década de 1950. Hoje, ele é o mais popular museu em Coyoacán e um dos mais visitados na Cidade do México.

## A Casa Azul

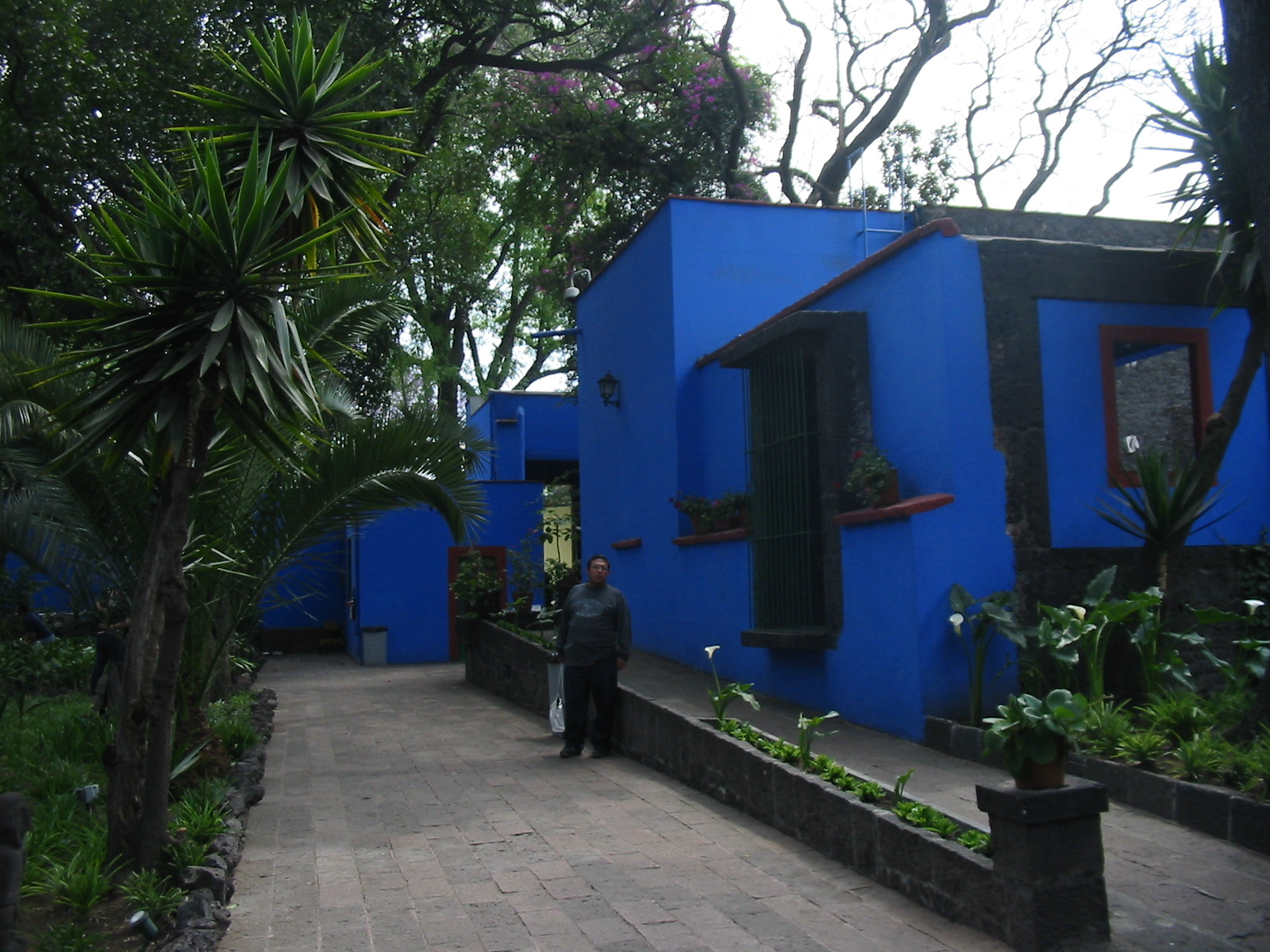
Corredor no pátio

A casa/museu está localizada em Colonia del Carmen, em Coyoacán, na Cidade do México. Coyoacán, especialmente a Colonia del Carmen área, foi uma área de vanguarda intelectual desde a década de 1920, quando foi a casa de Salvador Novo, Octavio Paz, Mario Moreno e Dolores del Río. Hoje, há na área vários museus. A casa está localizada na esquina das ruas Londres e Allende, e destaca-se pelas paredes azul-cobalto, o que justifica o nome La Casa Azul . Como a maioria das outras estruturas no bairro, a casa é construída entorno de um pátio central com um jardim, uma tradição desde os tempos coloniais. Originalmente, a casa apenas circundava três lados do pátio, mas depois o quarto lado foi adicionado. A casa cobre 800m2 e o pátio central, 400m2. A edificação tem dois andares, com vários quartos, um estúdio, uma grande cozinha e uma sala de jantar. O hall de entrada foi decorado por um mosaico em pedra natural, por Mardonio Magaña da Escola de Pintura al Aire Libre em Coyoacán, inspirado por murais feitos por Juan O'Gorman.

## O museu
Originalmente, a casa era a casa da família de Frida Kahlo, mas, desde 1958, tem servido como museu dedicado à vida e obra da pintora. Com cerca de 25 000 visitantes mensais, é um dos museus mais visitados da Cidade do México e o mais visitado em Coyoacán. O museu demonstra o estilo de vida dos boêmios e intelectuais ricos do México Mexicano durante a primeira metade do século XX.
O museu é composto de dez quartos. No piso térreo há uma sala que contém alguns trabalhos de Kahlo, principalmente obras menores como Frida y la cesárea, 1907-1954, Retrato de familia, de 1934, Ruina, 1947, Retrato de Guillermo Kahlo, 1952, El marxismo dará salud, 1954 (mostrando Kahlo jogando fora suas muletas), com a aquarela Diário de Frida, no centro. Este quarto era originalmente a sala de estar, onde Kahlo e Rivera entretinham suas visitas notáveis, como Sergei Eisenstein, Nelson Rockefeller, George Gershwin, Miguel Covarrubias e Dolores del Río.
O segundo e terceiro quartos são dedicados a itens pessoais e lembranças. Há ainda algumas obras de Rivera. Pinturas no terceiro quarto incluem Retrato de Carmen Portes Gil, 1921, Ofrenda del día de muertos, de 1943, e a Mujer con cuerpo de guitarra, de 1916.
O quarto seguinte contém pinturas contemporâneas de artistas como Paul Klee, José María Velasco, Joaquín Clausel, Celia Calderón Orozco e uma escultura de Mardonio Magaña. O quinto quarto contém duas grandes figuras de Judas, "mujeres bonitos" de Tlatilco e figuras de Teotihuacan.
O sexto e o sétimo quartos são a cozinha e a sala de jantar. Ambos estão em estilo clássico mexicano, com tijolos amarelos brilhantes e chão, azul. Os dois quartos estão cheios de grandes vasos de cerâmica, pratos, talheres e copos, oriundos de Metepec, Oaxaca, Tlaquepaque e Guanajuato, todos conhecidos de seus produtos artesanais.

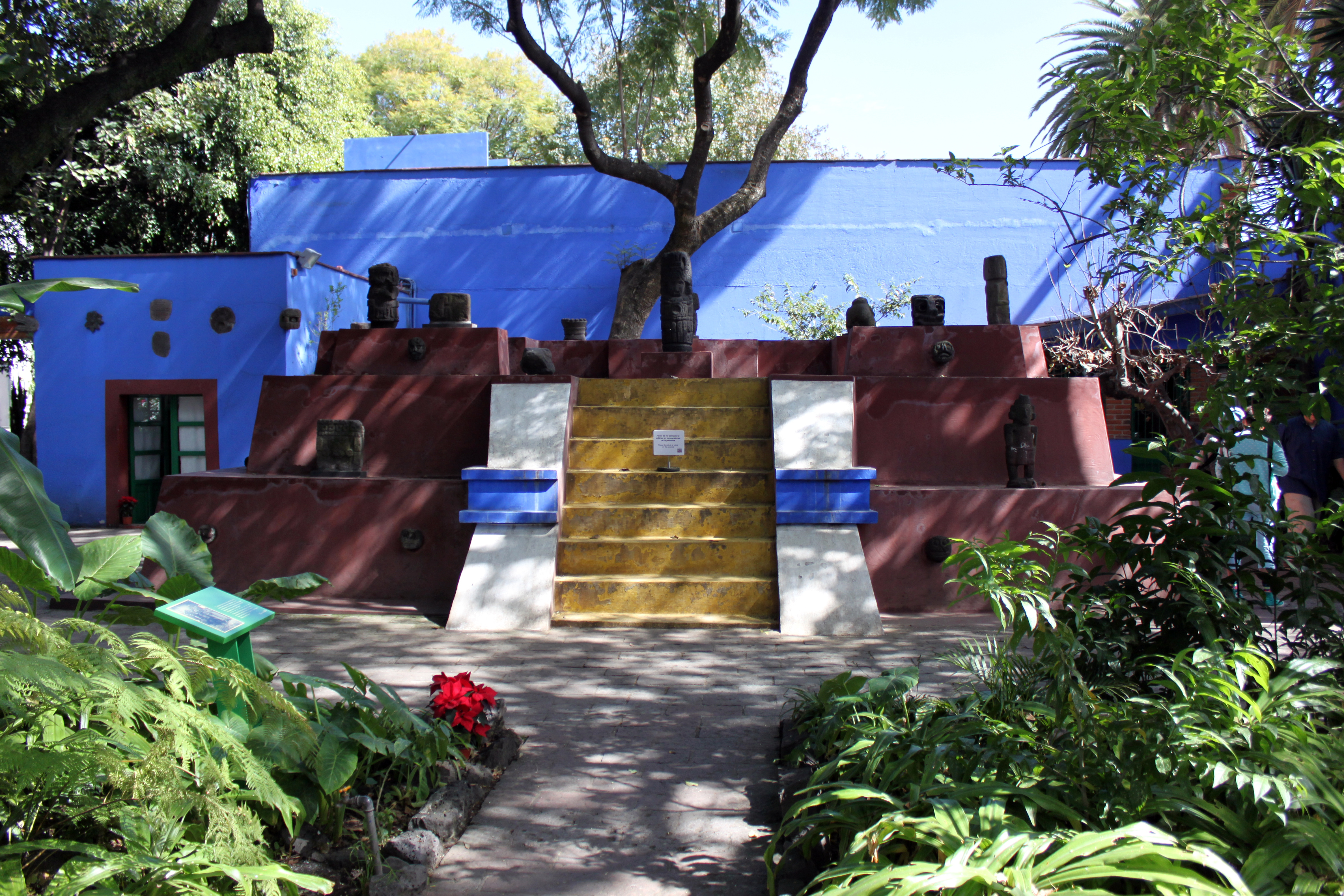
Pirâmide no pátio que exibe peças pré-hispânicas

Fora da sala de jantar era o quarto de Rivera, com seu chapéu, casaco e roupas de trabalho ainda pendurados a um suporte de parede. Próximo a esse quarto há uma escada que leva da área de pátio para o andar superior. Esta área também contém itens de arte popular, do período colonial ao século XX.
Nos dois cômodos do piso superior, abertos ao público, estão o quarto e o estúdio de Kahlo. O mobiliário original está preservado. Em um canto, suas cinzas estão em exposição, em uma urna, que é cercada por uma máscara funeral, alguns itens pessoais e espelhos no teto. Em sua cama há um espartilho pintado, que ela foi forçada a vestir para suportar sua coluna danificada. A cabeceira da cama contém a pintura de uma criança morta, e no pé há uma foto-montagem de Joseph Stalin, Vladimir Lenin, Karl Marx, Friedrich Engels e Mao Tsé-Tung. O travesseiro é bordado com as palavras "não se esqueça de mim, meu amor." Sua cadeira de rodas está encostada em um retrato inacabado de Stalin, em um cavalete que, supostamente, foi dado a ela por Nelson Rockefeller. Stalin tornou-se um herói para Kahlo depois de o Exército Vermelho vencer a Alemanha Nazista na Frente do Leste, na II Guerra Mundial. O museu está aberto diariamente das 10:00 às 18:00. exceto segunda-feira.